# Фуркан Коркмаз
Фуркан Коркмаз (тур. Furkan Korkmaz; Бакиркеј, 24. јул 1997) турски је кошаркаш. Игра на позицијама бека и крила, а тренутно наступа за Монако.

## Успеси

### Клупски
- Анадолу Ефес:
  - Куп Турске (1): 2015.

- Банвит:
  - Куп Турске (1): 2017.

### Репрезентативни
- Европско првенство до 18 година:  2014;  2015.
- Светско првенство до 19 година:  2015.

### Појединачни
- Најбољи млади играч ФИБА Лиге шампиона (1): 2016/17.